# 布尔三段论
布尔逻辑原指十九世纪英国数学家乔治·布尔发明的直言三段论逻辑系统，他尝试结合“空集”，就是说不存在的实体的类，比如圆四边形，而不求助于不可确定的真值。
在布尔逻辑中，全称陈述“所有S都是P”和“没有S是P”（在亚里士多德方案中是不同真的），在假定S的集合是空集的时候是可共存的。“所有S都是P”，被解释为意味着：“没有东西既是S又是非P”；“没有S是P”，就是说：“没有东西既是S又是P”。例如，因为没有东西是圆四边形，所以没有东西是圆四边形并且是紫色的，和没有东西是圆四边形并且是“非”紫色的，这二者都是真的。所以，“所有圆四边形都是紫色的”和“没有圆四边形是紫色的”，这两个全称陈述都是真的。
类似的，在存在陈述“有些S是P”和“有些S不是P”之间的不同假的联系也被消解了。前者被解释为“有些东西既S又是P”，后者被解释为“有些东西既是S又是非P”，在S不存在的时候这二者明显是假的。
所以，在全称和存在陈述之间的蕴涵联系也不再成立，因为对于一个不存在的S，为真的“所有S都是P”，不蕴涵为假的“有些S是P”。亚里士多德的对立四边形中，只有矛盾联系保持有效。